# Gmina Bulkowo
Die Gmina Bulkowo  ist eine Landgemeinde im Powiat Płocki der Woiwodschaft Masowien in Polen. Ihr Sitz ist das gleichnamige Dorf.

## Gliederung
Zur Landgemeinde Bulkowo gehören folgende Ortschaften mit einem Schulzenamt:
Blichowo
Bulkowo (dt.: Mariental)
Bulkowo-Kolonia
Chlebowo
Daniszewo
Dobra
Gniewkowo
Gocłowo
Golanki Górne
Krubice Stare
Krzykosy
Malenie
Nadułki
Nadułki-Majdany
Nowa Słupca
Nowe Krubice
Nowe Łubki
Nowe Rogowo
Nowy Podleck
Osiek
Pilichowo
Pilichówko
Rogowo
Słupca
Sochocino-Badurki
Sochocino-Czyżewo
Sochocino-Praga
Słupca
Stare Łubki
Stary Podleck
Szasty
Włóki
Wołowa
Worowice